# Amata khasiana
Amata khasiana är en fjärilsart som beskrevs av Butler 1876. Amata khasiana ingår i släktet Amata och familjen björnspinnare. Inga underarter finns listade i Catalogue of Life.